# 不当懲戒処分
不当懲戒処分（ふとうちょうかいしょぶん）は内部告発や労働組合活動などを行った従業員をターゲットにし、会社などが組織的に言いがかりを付けて懲戒処分し見せしめや口封じ、組織の改革をさせずに維持安定を図ろうとすること。社会における懲戒事例と比較しても明らかに重い処分が科されるケースが不当懲戒に該当する。

## 不当な処分の例
処分の平等性を逸した見せしめ懲戒の典型例として
- 内部告発者などに対する「他の事例に比べて狙い撃ち的に重い処分」
- 転職を妨害するための懲戒処分[2]
- 「就業規則で禁止されていないのに（黙認されてきたのに）下される処分」

などがあげられる。

## 事例
不当懲戒処分として争われている事例として、以下のようなものがある。不当懲戒処分については、内部告発の増加に伴って増加している。
- 関西大学で不正告発の教員を見せしめ的に懲戒処分[4]。
- 医学部大学教員が研究不正内部告発後に懲戒処分[5]。